# Rezsö Bálint
Rezsö Bálint, född 22 oktober 1874, död 23 maj 1929, var en österrikisk-ungersk neurolog och psykiater.
Han studerade medicin i Budapest, bland annat under Friedrich von Korányi, och tog sin doktorsexamen 1897. 1914 utsågs han till extraordinär professor och tre år senare till ordinarie professor.
Bálint har givit namn åt Balints metod och Balints syndrom.